# Brian Kerwin
Brian Kerwin (* 25. Oktober 1949 in Chicago, Illinois) ist ein US-amerikanischer Schauspieler.
Brian Kerwin begann seine Karriere 1976 mit einem kleinen Auftritt in der Fernsehserie Schatten der Leidenschaft. In Deutschland wurde er vor allem durch die Serien Sheriff Lobo und Roseanne bekannt. Von 2007 bis 2011 war er in der Serie Liebe, Lüge, Leidenschaft zu sehen. Für seine dortige Rolle wurde er zwei Mal für den Daytime Emmy nominiert.

## Filmografie (Auswahl)
- 1984: Mord ist ihr Hobby (Murder, She Wrote, Fernsehserie, eine Folge)
- 1984: Ein Engel auf Erden (Highway to Heaven, Fernsehserie, eine Folge)
- 1985: Die zweite Wahl – Eine Romanze (Murphy’s Romance)
- 1986: King Kong lebt (King Kong lives)
- 1988: Das Kuckucksei (Torch Song Trilogy)
- 1988: Stürme des Herzens (Bluegrass, Fernsehfilm)
- 1990: Roseanne (Fernsehserie, 4 Folgen)
- 1992: Die Chaoten-Spione (Spies Inc)
- 1992: Love Field – Liebe ohne Grenzen (Love Field)
- 1995: Gold Diggers – Das Geheimnis von Bear Mountain (Gold Diggers: The Secret of Bear Mountain)
- 1996: Ein Engel auf Probe (Unlikely Angel, Fernsehfilm)
- 1996: Jack
- 1996: Schwer verdächtig (Getting Away with Murder)
- 1998: Anna und der Geist (Giving Up the Ghost)
- 2002–2011: Liebe, Lüge, Leidenschaft (One Life to Live, Fernsehserie, 308 Folgen)
- 2004: Mein neues Leben (Revenge of the Middle-Aged Woman, Fernsehfilm)
- 2006: Grey’s Anatomy (Fernsehserie, eine Folge)
- 2006: Monk (Fernsehserie, eine Folge)
- 2006: Desperate Housewives (Fernsehserie, 2 Folgen)
- 2008: 27 Dresses
- 2011: The Help
- 2012: The Client List (Fernsehserie, 3 Folgen)
- 2012: Elementary (Fernsehserie, eine Folge)
- 2014: Are You Joking?
- 2014–2015: The Knick (Fernsehserie, 4 Folgen)
- 2019: Madam Secretary (Fernsehserie, eine Folge)